# Амиров, Джангирей Гильманович
Джангирей (Дзигангарей) Гильманович Амиров (баш. Йыһангәрәй Ғилман улы Әмиров) — российский башкирский политик, один из деятелей Башкирского национального движения, заведующий экономическим отделом (заведующий экономическими делами) национально-территориальной автономии Башкурдистан; позднее член Малого курултая и политик Башкирской АССР в составе РСФСР.

## Биография
По мнению Азата Шакирьяновича Ярмуллина, Джанигрей Амиров родился в Пермской губернии. С 20 по 27 июля 1917 года участвовал в I Всебашкирском курултае, избран в ЦИК помощником члена Башкирского центрального совета. Назначен заведующим экономического отдела. 15 ноября 1917 года была провозглашена автономия Башкирии под названием Башкурдистан, и Джангирей Амиров участвовал в подготовке Фармана №2 Башкирского правительства.
III Всебашкирский курултай с 8 по 20 декабря 1917 прошёл в Оренбурге, и Амиров был избран в Предпарламент Башкурдистана. В январе 1918 года состоялся съезд представителей Национального собрания Пермской губернии с участием тюркских народов; делегация поддержала автономию Башкурдистана. Летом 1918 года исполнял обязанности заместителя заведующего экономическим отделом башкирского правительства, в октябре того же года назначен в комиссию по ликвидации земского правительства.
После образования Башкирской АССР Амиров вошёл в Народный комиссариат просвещения, 16 февраля 1922 года избран в организацию по изучению истории и культуры Башкирской АССР при Народном комиссариате просвещения. В 1927 году работал в торгом представительстве Башкирской АССР в Москве, в мае переведён в Госплан Башкирской АССР. Дальнейшая судьба неизвестна.